# Olympische Sommerspiele 2004/Teilnehmer (Schweiz)
| Gelbes Symbol für Goldmedaillen mit stilisierten Olympischen Ringen | Graues Symbol für Silbermedaillen mit stilisierten Olympischen Ringen | Braundes Symbol für Bronzemedaillen mit stilisierten Olympischen Ringen |
| ------------------------------------------------------------------- | --------------------------------------------------------------------- | ----------------------------------------------------------------------- |
| 1                                                                   | 1                                                                     | 3                                                                       |

Die Schweiz nahm an den Olympischen Sommerspielen 2004 in der griechischen Hauptstadt Athen mit 98 Sportlern, 40 Frauen und 58 Männern, teil.
Seit 1896 war es die 25. Teilnahme der Schweiz bei Olympischen Sommerspielen.
Damit war die Schweiz neben Australien, Griechenland, Frankreich und dem Vereinigten Königreich eine der fünf Nationen, die bis dahin bei allen Olympischen Sommerspielen teilgenommen hatten.

## Fahnenträger
Der Tennisspieler Roger Federer trug die Fahne der Schweiz während der Eröffnungsfeier im Olympiastadion, bei der Schlussfeier wurde sie vom Fechtolympiasieger Marcel Fischer getragen.

## Medaillen
Mit je einer gewonnenen Gold- und Silber- sowie drei Bronzemedaillen belegte das Schweizer Team Platz 46 im Medaillenspiegel.

### Gold
| Name           | Sportart | Wettkampf    |
| -------------- | -------- | ------------ |
| Marcel Fischer | Fechten  | Degen Einzel |

### Silber
| Namen                        | Sportart | Wettkampf |
| ---------------------------- | -------- | --------- |
| Franco Marvulli & Bruno Risi | Radsport | Madison   |

### Bronze
| Name/n                          | Sportart        | Wettkampf                 |
| ------------------------------- | --------------- | ------------------------- |
| Patrick Heuscher & Stefan Kobel | Beachvolleyball | Herren-Turnier            |
| Karin Thürig                    | Radsport        | Strasse, Einzelzeitfahren |
| Sven Riederer                   | Triathlon       | Einzel                    |

## Teilnehmer nach Sportarten

### Beachvolleyball
- Patrick Heuscher
Beachvolleyball, Männer: Spiel um Platz 3, Bronze
- Stefan Kobel
Beachvolleyball, Männer: Spiel um Platz 3, Bronze
- Simone Kuhn
Beachvolleyball, Frauen: ausgeschieden in der Vorrunde, 19.
- Martin Laciga
Beachvolleyball, Männer: ausgeschieden im Viertelfinal, 5.
- Paul Laciga
Beachvolleyball, Männer: ausgeschieden im Viertelfinal, 5.
- Nicole Schnyder-Benoit
Beachvolleyball, Frauen: ausgeschieden in der Vorrunde, 19.

### Fechten
- Marcel Fischer
Degen, Männer: Gold

### Judo
- Sergei Aschwanden
Halbmittelgewicht (- 81 kg), Männer: ausgeschieden in der 1. Runde
- Lena Göldi
Leichtgewicht (- 57 kg), Frauen: ausgeschieden im Viertelfinal

### Kanu
- Ronnie Dürrenmatt
Kanuslalom, C1, Männer: 8.
- Nagwa El Desouki
Kanuslalom, K1, Frauen: 6.
- Simon Fäh
K1, 500 m, Männer: ausgeschieden im Halbfinal, 15.
K1, 1000 m, Männer: ausgeschieden im Halbfinal, 17.
- Michael Kurt
Kanuslalom, K1, Männer: ausgeschieden im Halbfinal, 20.

### Leichtathletik
- Christian Belz
5000 m, Männer: ausgeschieden im Vorlauf, 22.
- Anita Brägger
800 m, Frauen: ausgeschieden im Vorlauf, 31.
- André Bucher
800 m, Männer: ausgeschieden im Vorlauf, 38.
- Cédric El-Idrissi
400 m Hürden, Männer: ausgeschieden im Vorlauf, 25.
- Philipp Huber
Zehnkampf, Männer: nicht angetreten
- Corinne Müller
Hochsprung, Frauen: ausgeschieden in der Qualifikation, 23.
- Marie Polli
20 km Gehen, Frauen: 39.
- Nadine Rohr
Stabhochsprung, Frauen: ausgeschieden in der Qualifikation, 24.
- Viktor Röthlin
Marathon, Männer: gab während des Rennens auf
- Patric Suter
Hammerwurf, Männer: ausgeschieden in der Qualifikation, 23.

### Moderner Fünfkampf
- Niklaus Brünisholz
Einzel, Männer: 14.

### Radsport
- Rubens Bertogliati
Einzelzeitfahren, Männer: 26.
Strassenrennen, Männer: Rennen nicht beendet
- Barbara Blatter
Cross Country, Frauen, Rennen nicht beendet
- Nicole Brändli
Strassenrennen, Frauen: 38.
- Fabian Cancellara
Einzelzeitfahren, Männer: 10.
Strassenrennen, Männer: Rennen nicht beendet
- Priska Doppmann
Einzelzeitfahren, Frauen: 9.
Strassenrennen, Frauen: 18.
- Barbara Heeb
Strassenrennen, Frauen: 28.
- Petra Henzi
Cross Country, Frauen: nicht gestartet

Petra Henzi verletzte sich in einer Trainingsfahrt und konnte am Wettkampf nicht teilnehmen.
- Martin Elmiger
Strassenrennen, Männer: 29.
- Thomas Frischknecht
Cross Country, Männer, 7.
- Katrin Leumann
Cross Country, Frauen, 19.
- Franco Marvulli
Madison, Männer: Silber  (mit Bruno Risi)
- Ralph Näf
Cross Country, Männer, 6.
- Karin Thürig
Einzelzeitfahren, Frauen: Bronze 
3000 m Einzelverfolgung, Frauen: 5.
- Grégory Rast
Strassenrennen, Männer: Rennen nicht beendet
- Bruno Risi
Madison, Männer: Silber  (mit Franco Marvulli)
- Christoph Sauser
Cross Country, Männer, Rennen nicht beendet
- Markus Zberg
Strassenrennen, Männer: 12.

### Reiten
- Christophe Barbeau
Springreiten, Mannschaft: Ersatzmann
- Marisa Cortesi
Vielseitigkeit, Einzel: 65.
- Fabio Crotta
Springreiten, Einzel: 36.
Springreiten, Mannschaft: 5.
- Jennifer Eicher
Vielseitigkeit, Einzel: 33.
- Markus Fuchs
Springreiten, Einzel: 46.
Springreiten, Mannschaft: 5.
- Steve Guerdat
Springreiten, Einzel: 52.
Springreiten, Mannschaft: 5.
- Silvia Iklé
Dressur, Einzel: ausgeschieden nach dem Grand Prix Special, 18.
Dressur, Mannschaft: 10.
- Christina Liebherr
Springreiten, Einzel: 14.
Springreiten, Mannschaft: 5.
- Christian Pläge
Dressur, Einzel: ausgeschieden nach dem Grand Prix Special, 30.
Dressur, Mannschaft: 10.
- Daniel Ramseier
Dressur, Einzel: ausgeschieden nach dem Grand Prix Special, 45.
Dressur, Mannschaft: 10.
- Jasmine Sanche-Burger
Dressur, Einzel: zurückgezogen
Dressur, Mannschaft: 10.

### Ringen
- Reto Bucher
Griechisch-römisch, Klasse bis 74 kg, Männer: Kampf um Platz 3, 4.
- Rolf Scherrer
Freistil, Klasse bis 96 kg, Männer: ausgeschieden in der Poolphase, 16.

### Rudern
- Olivier Gremaud
Doppelvierer, Männer: 8.
- Carolina Lüthi
Einer, Frauen: 15.
- Reto Niedermann
Doppelvierer, Männer: Ersatzmann
- Christian Stofer
Doppelvierer, Männer: 8.
- Florian Stofer
Doppelvierer, Männer: 8.
- Simon Stürm
Doppelvierer, Männer: 8.
- André Vonarburg
Einer, Männer: 8.

### Schiessen
- Gaby Bühlmann
Kleinkaliber-Dreistellungskampf, Frauen: 13.
- Marcel Bürge
Kleinkaliber-Dreistellungskampf, Männer: 18.
Kleinkaliber-Liegendmatch, Männer: 9.
- Cornelia Froelich
Luftpistole, Frauen: 7.
- Niki Marty
Schnellfeuerpistole, Männer: 12.
- Monika Rieder
Luftpistole, Frauen: 38.

### Schwimmen
- Magdalena Brunner
Synchronschwimmen, Duett, Frauen: 11.
- Dominique Diezi
50 m Freistil, Frauen: nicht angetreten
4 × 100 m Freistil, Frauen: ausgeschieden im Vorlauf, 15.
4 × 100 m Lagen, Frauen: ausgeschieden im Vorlauf, 15.
- Remo Lütolf
100 m Brust, Männer: ausgeschieden im Vorlauf, 34.
- Dominik Meichtry
200 m Freistil, Männer: ausgeschieden im Halbfinal, 14.
- Hanna Miluska
200 m Freistil, Frauen: ausgeschieden im Vorlauf, 24.
4 × 200 m Freistil, Frauen: ausgeschieden im Vorlauf, 12.
- Karel Novy
50 m Freistil, Männer: ausgeschieden im Halbfinal, 16.
100 m Freistil, Männer: ausgeschieden im Vorlauf, 22.
- Yves Platel
400 m Lagen, Männer: ausgeschieden im Vorlauf, 24.
- Seraina Prünte
4 × 100 m Freistil, Frauen: ausgeschieden im Vorlauf, 15.
- Flavia Rigamonti
800 m Freistil, Frauen: ausgeschieden im Vorlauf, 13.
4 × 200 m Freistil, Frauen: ausgeschieden im Vorlauf, 12.
- Marjorie Sagne
4 × 100 m Freistil, Frauen: ausgeschieden im Vorlauf, 15.
- Carmela Schlegel
4 × 100 m Lagen, Frauen: ausgeschieden im Vorlauf, 15.
- Belinda Schmid
Synchronschwimmen, Duett, Frauen: 11.
- Carla Stampfli
4 × 100 m Lagen, Frauen: ausgeschieden im Vorlauf, 15.
- Chantal Strasser
4 × 200 m Freistil, Frauen: ausgeschieden im Vorlauf, 12.
- Nicole Zahnd
4 × 100 m Freistil, Frauen: ausgeschieden im Vorlauf, 15.
4 × 200 m Freistil, Frauen: ausgeschieden im Vorlauf, 12.
4 × 100 m Lagen, Frauen: ausgeschieden im Vorlauf, 15.

### Segeln
- Anja Käser
Mistral, Frauen: 14.
- Enrico De Maria
Star, Männer: 4.
- Flavio Marazzi
Star, Männer: 4.
- Christopher Rast
49er: 12.
- Richard Stauffacher
Mistral, Männer: 24.
- Christian Steiger
49er: 12.

### Tennis
- Yves Allegro
Doppel, Männer: ausgeschieden in der 2. Runde
- Myriam Casanova
Einzel, Frauen: ausgeschieden in der 1. Runde
Doppel, Frauen: ausgeschieden in der 2. Runde
- Roger Federer
Einzel, Männer: ausgeschieden in der 2. Runde
Doppel, Männer: ausgeschieden in der 2. Runde
- Patty Schnyder
Einzel, Frauen: ausgeschieden in der 3. Runde
Doppel, Frauen: ausgeschieden in der 2. Runde

### Trampolinturnen
- Ludovic Martin
Einzel, Männer: ausgeschieden nach dem Vorkampf, 9.

### Triathlon
- Reto Hug
Einzel, Männer: 40.
- Olivier Marceau
Einzel, Männer: 8.
- Brigitte McMahon
Einzel, Frauen: 10.
- Sven Riederer
Einzel, Männer: Bronze
- Nicola Spirig
Einzel, Frauen: 19.

### Turnen
- Melanie Marti
Einzel, Frauen: ausgeschieden in der Qualifikation, 43.
- Christoph Schärer
Einzel, Mehrkampf, Männer: ausgeschieden in der Qualifikation, 86. (gab nach drei Geräten auf)
- Andreas Schweizer
Einzel, Mehrkampf, Männer: 24.
Ringe, Männer: 8.

### Wasserspringen
- Jean-Romain Delaloye
Turmspringen, Männer: ausgeschieden in der Qualifikation, 31.